# 月探査ミッションの一覧

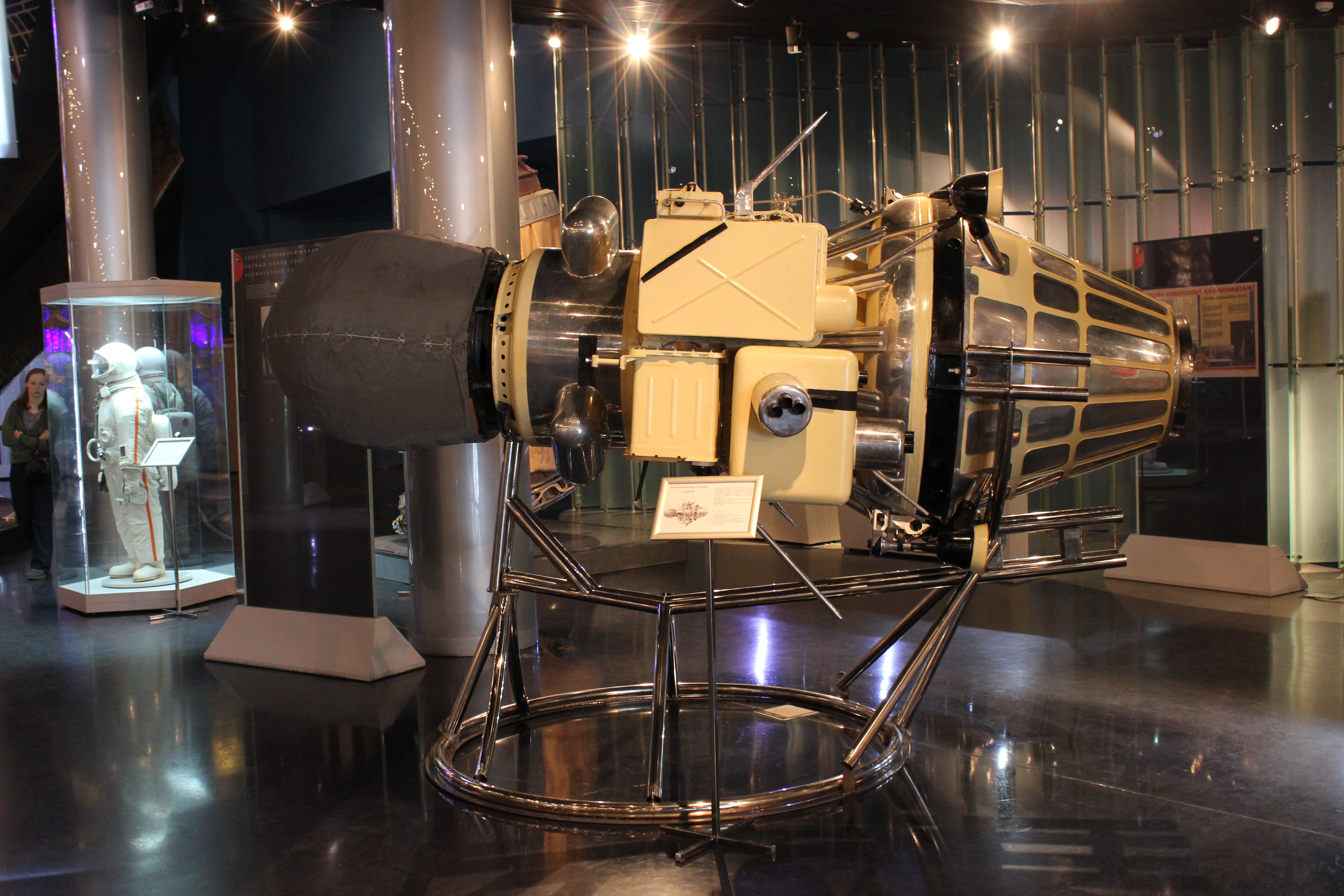
初めて月に着陸した宇宙機となったルナ9号

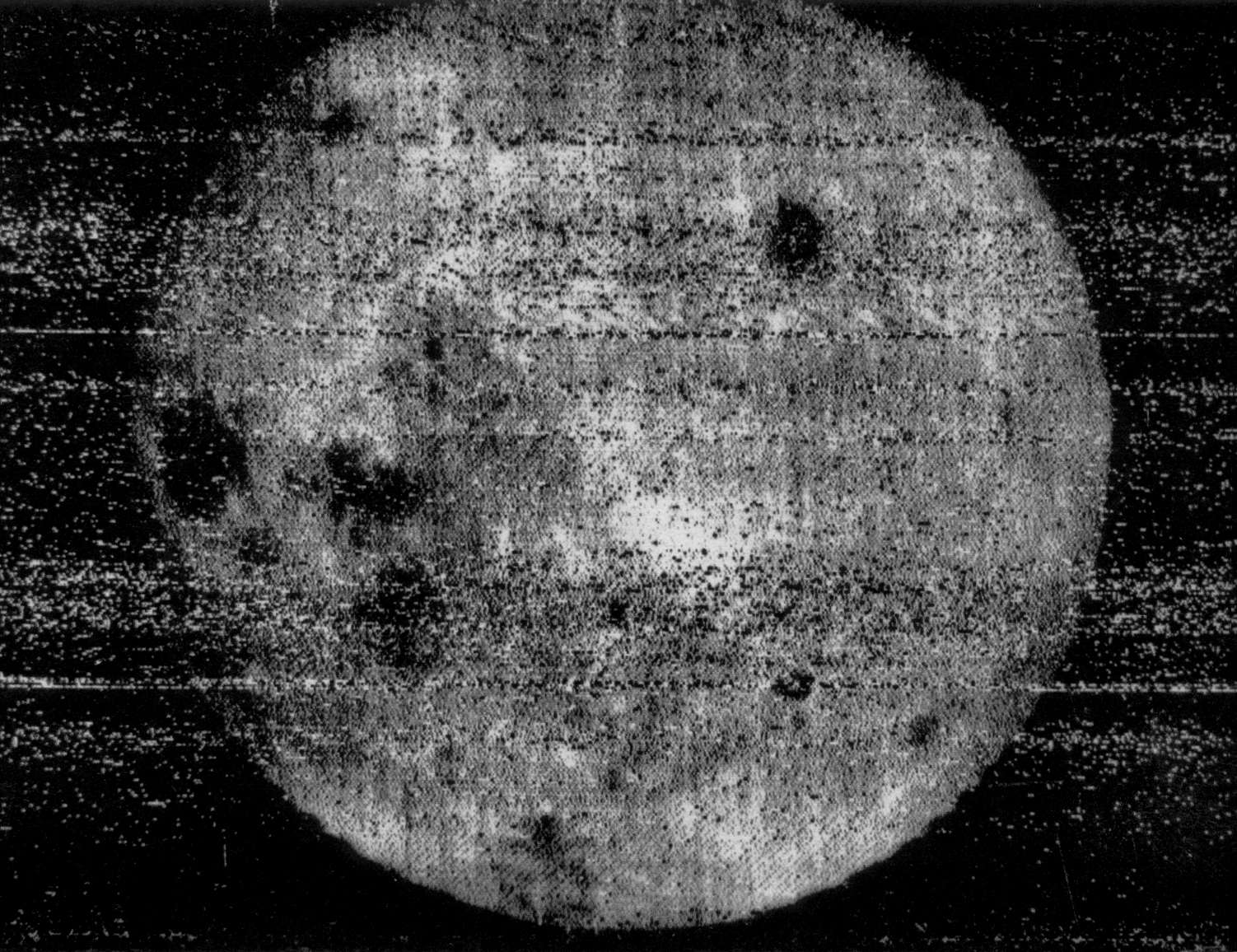
ルナ3号により初めて撮影された月の裏側の画像

月探査ミッションの一覧（つきたんさミッションのいちらん）では、人類の月探査の一環として、これまでに実施されてきた数々の宇宙ミッションを簡単な説明とともに示す。月面着陸に関しては、ルナ2号が月の表面に到達することに成功した最初の宇宙機で、1959年9月13日に月面に衝突（硬着陸）させられた。1966年にはルナ9号が姿勢制御により月面への軟着陸を果たした最初の宇宙機となり、続くルナ10号は初めて月の周回軌道に乗ることに成功した。
1968年から1972年までの間には、アメリカ合衆国がアポロ計画の一環として有人月ミッションを実行した。1968年12月にアポロ8号が月の周回軌道に乗る最初の有人ミッションとなり、1969年5月にアポロ10号がそれに続いた。1969年7月にアポロ11号ミッションでニール・アームストロングが人類史上初めて月面を歩いたことに始まり、計6つのミッションで人間が月に着陸した。アポロ13号は月に着陸する予定だったが、航行中に発生した宇宙船の機能不全のため、フライバイが制限された。9つすべての有人ミッションで、宇宙飛行士たちは無事に地球に帰還した。
アメリカが有人のアポロ計画に注力していた頃、ソビエト連邦は無人の探査車を派遣して月試料を地球に持ち帰るミッションを実行した。3回の探査車ミッションのうち2回は成功し、さらに11回の試料採取飛行が試みられたうち3回は成功した。
これまでに、ソビエト連邦、アメリカ合衆国、欧州宇宙機関、日本、インド、中華人民共和国、イスラエルが月探査ミッションを実行している。そのほかに、調査専用ではない5機の宇宙機が月を訪れ、4機が重力援助を得るために月の近くを通過飛行したほか、電波天文衛星エクスプローラー49号が地球上の電波発生源からの干渉を受けにくいように月を利用して月周回軌道上に置かれた。

## これまでに実施されたミッション
以下の一覧は、月探査目的以外で月をフライバイしたミッションも含む。
| 表示         | 説明                                         |
| ------------ | -------------------------------------------- |
| 成功         | ミッションが成功（運用終了）                 |
| 打ち上げ失敗 | 打ち上げに失敗（運用終了）                   |
| 宇宙機の故障 | 宇宙機の不具合で失敗（運用終了）             |
| 部分的失敗   | ミッションが部分的に失敗（運用終了）         |
| 運用中       | ミッションが進行中（現在運用中）             |
| N/A          | 月探査ミッションに該当せず（成否判定対象外） |

種別について、インパクターは硬着陸する衝突機や衝突体など、オービターは軌道船または軌道周回機、サンプルリターンは試料回収、重力アシスト（重力援助）とフライバイ（近傍通過飛行）は共に天体の重力を利用する航法であるスイングバイの一種、ランダーは軟着陸する着陸船または着陸機、ローバーは探査車を表す。
| 宇宙機                             | 打ち上げ日 | 打ち上げ機                   | 運用者         | 種別                                   | 成否         |
| ---------------------------------- | --- | ---------------------------- | -------------- | -------------------------------------- | ------------ |
| パイオニア0号 (Able I)             | 1958年8月17日 | ソー DM-18 エイブル I        | USAF           | オービター                             | 打ち上げ失敗 |
| パイオニア0号 (Able I)             | 地球周回軌道を脱出しようとした初の試み。燃料ターボポンプのギアボックスが不調のため、一段目の爆発を招き、軌道投入に失敗。最高到達高度 16キロメートル (9.9 mi)。 |                              |                |                                        |              |
| ルナ1958A                          | 1958年9月23日 | ルナ                         | OKB-1          | インパクター                           | 打ち上げ失敗 |
| ルナ1958A                          | 軌道投入に失敗。過剰な振動のため、ロケットが空中分解。 |                              |                |                                        |              |
| パイオニア1号 (Able II)            | 1958年10月11日 | ソー DM-18 エイブル I        | NASA           | オービター                             | 打ち上げ失敗 |
| パイオニア1号 (Able II)            | 軌道投入に失敗。加速度計の不具合のため、二段目の切り離しが時期尚早だった。最高到達高度 113,800キロメートル (70,700 mi)。 |                              |                |                                        |              |
| ルナ1958B                          | 1958年10月11日 | ルナ                         | OKB-1          | インパクター                           | 打ち上げ失敗 |
| ルナ1958B                          | 軌道投入に失敗。過剰な振動のため、打ち上げ機が爆発。 |                              |                |                                        |              |
| パイオニア2号 (Able III)           | 1958年11月8日 | ソー DM-18 エイブル I        | NASA           | オービター                             | 打ち上げ失敗 |
| パイオニア2号 (Able III)           | 軌道投入に失敗。地上管制官が誤った指令を発したため、二段目の切り離しが時期尚早だった。電気的接続が切れ、三段目も点火に失敗。最高到達高度 1,550キロメートル (960 mi)。 |                              |                |                                        |              |
| ルナ1958C                          | 1958年12月4日 | ルナ                         | OKB-1          | インパクター                           | 打ち上げ失敗 |
| ルナ1958C                          | 軌道投入に失敗。過酸化水素ポンプの冷却系統の密閉に不備があり、コアステージの性能低下を招いた。 |                              |                |                                        |              |
| パイオニア3号                      | 1958年12月6日 | ジュノーII                   | NASA           | フライバイ                             | 打ち上げ失敗 |
| パイオニア3号                      | 軌道投入に失敗。一段目の切り離しが時期尚早だった。最高到達高度 102,360キロメートル (63,600 mi)。 |                              |                |                                        |              |
| ルナ1号 (E-1 No.4)                 | 1959年1月2日 | ルナ                         | OKB-1          | インパクター                           | 打ち上げ失敗 |
| ルナ1号 (E-1 No.4)                 | 打ち上げ機の誘導の問題により、月面到達は叶わず、月を通過飛行して太陽周回軌道へ入った。最接近時の距離 5,995キロメートル (3,725 mi)（1月4日）。 |                              |                |                                        |              |
| パイオニア4号                      | 1959年3月3日 | ジュノーII                   | NASA           | フライバイ                             | 部分的失敗   |
| パイオニア4号                      | 二段目の性能が高すぎたため、計器の計測範囲を超える、想定よりも高い高度でのフライバイ（距離にして 58,983 km）となった。3月4日22時25分 UTC に最接近。地球周回軌道を脱出した最初のアメリカの宇宙機となった。                                                                       |                              |                |                                        |              |
| ルナ1959A                          | 1959年6月18日 | ルナ                         | OKB-1          | インパクター                           | 打ち上げ失敗 |
| ルナ1959A                          | 軌道投入に失敗。誘導システムに不具合。 |                              |                |                                        |              |
| ルナ2号 (E-1A No.2)                | 1959年9月12日 | ルナ                         | OKB-1          | インパクター                           | 成功         |
| ルナ2号 (E-1A No.2)                | 1959年9月14日21時02分に月面衝突に成功。月の表面に到達した最初の宇宙機となった。 |                              |                |                                        |              |
| ルナ3号 (E-2A No.1)                | 1959年10月4日 | ルナ                         | OKB-1          | フライバイ                             | 成功         |
| ルナ3号 (E-2A No.1)                | 初めて月の裏側の画像を地球へ送信した。 |                              |                |                                        |              |
| パイオニア P-3 Able IVB            | 1959年11月26日 | アトラスD エイブル           | NASA           | オービター                             | 打ち上げ失敗 |
| パイオニア P-3 Able IVB            | 軌道投入に失敗。設計上の欠陥により、ペイロードフェアリングが空中分解。 |                              |                |                                        |              |
| ルナ1960A                          | 1960年4月15日 | ルナ                         | OKB-1          | フライバイ                             | 打ち上げ失敗 |
| ルナ1960A                          | 軌道投入に失敗。三段目の切り離しが時期尚早だった。 |                              |                |                                        |              |
| ルナ1960B                          | 1960年4月16日 | ルナ                         | OKB-1          | フライバイ                             | 打ち上げ失敗 |
| ルナ1960B                          | 軌道投入に失敗。発射から10秒後にロケットが空中分解。 |                              |                |                                        |              |
| パイオニア P-30 (Able VA)          | 1960年9月25日 | アトラスD エイブル           | NASA           | オービター                             | 打ち上げ失敗 |
| パイオニア P-30 (Able VA)          | 軌道投入に失敗。二段目の酸化剤システムの不具合により、切り離しが時期尚早だった。設計上の欠陥により、ペイロードフェアリングの空中分解を招いた。 |                              |                |                                        |              |
| パイオニア P-31 (Able VB)          | 1960年12月15日 | アトラスD エイブル           | NASA           | オービター                             | 打ち上げ失敗 |
| パイオニア P-31 (Able VB)          | 軌道投入に失敗。一段目が切り離される前、まだ燃焼しているうちに二段目を点火してしまい、打ち上げ機が爆発。 |                              |                |                                        |              |
| レインジャー3号 (P-34)             | 1962年1月26日 | アトラス LV-3 アジェナB      | NASA           | インパクター                           | 宇宙機の故障 |
| レインジャー3号 (P-34)             | 誘導の問題により、一部打ち上げに失敗。宇宙機のエンジンを使って修正を試みたが、あと36,793キロメートル (22,862 mi)のところで月に到達し損なう。 |                              |                |                                        |              |
| レインジャー4号 (P-35)             | 1962年4月23日 | アトラス LV-3 アジェナB      | NASA           | インパクター                           | 宇宙機の故障 |
| レインジャー4号 (P-35)             | 太陽電池パネルの展開に失敗し、打ち上げから10時間後に電力が尽きる。4月26日、付随的に月の裏側に衝突。 |                              |                |                                        |              |
| レインジャー5号 (P-36)             | 1962年10月18日 | アトラス LV-3 アジェナB      | NASA           | インパクター                           | 宇宙機の故障 |
| レインジャー5号 (P-36)             | 太陽電池パネルが誤って電力系統から離れてしまい、打ち上げから8+3⁄4時間後に電池を使い果たした。飛行コースの軌道修正が完全ではなく、月に到達し損なう。 |                              |                |                                        |              |
| スプートニク25号                   | 1963年1月4日 | モルニヤL                    | OKB-1          | ランダー                               | 打ち上げ失敗 |
| スプートニク25号                   | 地球低軌道からの脱出に失敗。誘導システムの電力の不具合により、上段の点火が阻まれた。 |                              |                |                                        |              |
| ルナ1963B                          | 1963年2月3日 | モルニヤL                    | OKB-1          | ランダー                               | 打ち上げ失敗 |
| ルナ1963B                          | 軌道投入に失敗。誘導の失敗。 |                              |                |                                        |              |
| ルナ4号 (E-6 No.4)                 | 1963年4月2日 | モルニヤL                    | OKB-1          | ランダー                               | 宇宙機の故障 |
| ルナ4号 (E-6 No.4)                 | 中間軌道の軌道修正に失敗、軌道の摂動により脱出速度が与えられるまで、地球高軌道に留まった。 |                              |                |                                        |              |
| レインジャー6号 (P-54)             | 1964年1月30日 | アトラス LV-3 アジェナB      | NASA           | インパクター                           | 宇宙機の故障 |
| レインジャー6号 (P-54)             | 1964年2月2日に衝突したが、電力系統の不具合により画像を地球へ送信するのに失敗。 |                              |                |                                        |              |
| ルナ1964A                          | 1964年3月21日 | モルニヤM                    | OKB-1          | ランダー                               | 打ち上げ失敗 |
| ルナ1964A                          | 軌道投入に失敗。酸化剤のバルブの不具合のため、三段目の性能が低下。 |                              |                |                                        |              |
| ルナ1964B                          | 1964年4月20日 | モルニヤM                    | OKB-1          | ランダー                               | 打ち上げ失敗 |
| ルナ1964B                          | 軌道投入に失敗。接続不良による電力の不具合のため、三段目の切り離しが時期尚早だった。 |                              |                |                                        |              |
| レインジャー7号                    | 1964年7月28日 | アトラス LV-3 アジェナB      | NASA           | インパクター                           | 成功         |
| レインジャー7号                    | 1964年7月30日13時25分48秒 UTC に衝突。 |                              |                |                                        |              |
| レインジャー8号                    | 1965年2月17日 | アトラス LV-3 アジェナB      | NASA           | インパクター                           | 成功         |
| レインジャー8号                    | 1965年2月20日9時57分37秒 UTC に衝突。 |                              |                |                                        |              |
| コスモス60号 (E-6 No.9)            | 1965年3月12日 | モルニヤL                    | ラヴォーチキン | ランダー                               | 打ち上げ失敗 |
| コスモス60号 (E-6 No.9)            | 誘導システムの短絡回路のため、上段が再始動に失敗。地球低軌道からの脱出に失敗。 |                              |                |                                        |              |
| レインジャー9号                    | 1965年3月21日 | アトラス LV-3 アジェナB      | NASA           | インパクター                           | 成功         |
| レインジャー9号                    | 1965年3月24日14時08分20秒 UTC に衝突。 |                              |                |                                        |              |
| ルナ1965A                          | 1965年4月10日 | モルニヤL                    | ラヴォーチキン | ランダー                               | 打ち上げ失敗 |
| ルナ1965A                          | 酸化剤の圧力喪失のため、三段目が点火に失敗し、軌道投入に失敗。 |                              |                |                                        |              |
| ルナ5号 (E-6 No.10)                | 1965年5月9日 | モルニヤM                    | ラヴォーチキン | ランダー                               | 宇宙機の故障 |
| ルナ5号 (E-6 No.10)                | ジャイロスコープの不具合の後にコントロールを失い、着陸のための減速に失敗し、1965年5月12日19時10分 UTC に月面に衝突。 |                              |                |                                        |              |
| ルナ6号 (E-6 No.7)                 | 1965年6月8日 | モルニヤM                    | ラヴォーチキン | ランダー                               | 宇宙機の故障 |
| ルナ6号 (E-6 No.7)                 | 中間軌道の軌道修正操作を実施後、エンジンの停止に失敗し、月を通り過ぎて太陽周回軌道へ入る。 |                              |                |                                        |              |
| ゾンド3号 (3MV-4 No.3)             | 1965年7月18日 | モルニヤ                     | ラヴォーチキン | フライバイ                             | 成功         |
| ゾンド3号 (3MV-4 No.3)             | 1965年7月20日に9,200キロメートル (5,700 mi)の距離で月を通り過ぎる。将来の惑星探査ミッションに向けた技術実証試験を実施。 |                              |                |                                        |              |
| ルナ7号 (E-6 No.11)                | 1965年10月4日 | モルニヤ                     | ラヴォーチキン | ランダー                               | 宇宙機の故障 |
| ルナ7号 (E-6 No.11)                | 着陸直前の姿勢制御に失敗し、降下制御が阻まれた。1965年10月7日22時08分24秒 UTC に月面に衝突。 |                              |                |                                        |              |
| ルナ8号 (E-6 No.12)                | 1965年12月3日 | モルニヤ                     | ラヴォーチキン | ランダー                               | 宇宙機の故障 |
| ルナ8号 (E-6 No.12)                | 着陸用エアバッグがパンクし、予定された着地の直前に姿勢制御を喪失、1965年12月6日21時51分30秒 UTC に月面に衝突。 |                              |                |                                        |              |
| ルナ9号 (E-6 No.13)                | 1966年1月31日 | モルニヤM                    | ラヴォーチキン | ランダー                               | 成功         |
| ルナ9号 (E-6 No.13)                | 月面着陸に初めて成功。1966年2月3日18時45分30秒 UTC に着地。2月6日22時55分までデータを送信した。 |                              |                |                                        |              |
| コスモス111号 (E-6S No.204)        | 1966年3月1日 | モルニヤM                    | ラヴォーチキン | オービター                             | 打ち上げ失敗 |
| コスモス111号 (E-6S No.204)        | 上段が姿勢制御を喪失、点火に失敗。地球低軌道から脱出できず。 |                              |                |                                        |              |
| ルナ10号 (E-6S No.206)             | 1966年3月31日 | モルニヤM                    | ラヴォーチキン | オービター                             | 成功         |
| ルナ10号 (E-6S No.206)             | 1966年4月3日18時44分 UTC に軌道に入り、初めて月周回軌道に乗った宇宙機となった。5月30日までデータを送信した。 |                              |                |                                        |              |
| サーベイヤー1号                    | 1966年5月30日 | アトラス LV-3C セントールD   | NASA           | ランダー                               | 成功         |
| サーベイヤー1号                    | 1966年6月2日6時17分36秒 UTC に嵐の大洋に着陸。7月13日に電力が尽きるまでデータを送信した。 |                              |                |                                        |              |
| エクスプローラー33号 (AIMP-D)      | 1966年7月1日 | デルタ E1                    | NASA           | オービター                             | 打ち上げ失敗 |
| エクスプローラー33号 (AIMP-D)      | 磁気圏探査機。ロケットが予定よりも速い速度に達し、月軌道に投入できず。地球軌道でのミッションに再利用された。 |                              |                |                                        |              |
| ルナ・オービター1号                | 1966年8月10日 | アトラス SLV-3 アジェナD     | NASA           | オービター                             | 部分的失敗   |
| ルナ・オービター1号                | 8月14日15時36分 UTC 頃、軌道投入。燃料不足で軌道離脱が早められ、次のミッションとの通信干渉を避けるために1966年10月29日13時30分 UTC に月面に衝突。 |                              |                |                                        |              |
| ルナ11号 (E-6LF No.101)            | 1966年8月21日 | モルニヤM                    | ラヴォーチキン | オービター                             | 部分的失敗   |
| ルナ11号 (E-6LF No.101)            | 1966年8月28日に軌道に入る。画像の送信に失敗。他の機器は正常に作動。月の組成調査のためにガンマ線とX線観測を実施、月の重力場、月環境での隕石の存在、月での放射線環境を調査。電力が尽きた後、1966年10月1日に運用終了。                                                             |                              |                |                                        |              |
| サーベイヤー2号                    | 1966年9月20日 | アトラス LV-3C セントールD   | NASA           | ランダー                               | 宇宙機の故障 |
| サーベイヤー2号                    | 中間軌道の軌道修正操作中にスラスタ一基の点火に失敗、制御を喪失。1966年9月23日3時18分 UTC に月面に衝突。 |                              |                |                                        |              |
| ルナ12号 (E-6LF No.102)            | 1966年10月22日 | モルニヤM                    | ラヴォーチキン | オービター                             | 成功         |
| ルナ12号 (E-6LF No.102)            | 1966年10月25日に軌道に入り、1967年1月19日までデータを送信。ルナ11号で実施されるはずだった写真撮影ミッションを完了。 |                              |                |                                        |              |
| ルナ・オービター2号                | 1966年11月6日 | アトラス SLV-3 アジェナD     | NASA           | オービター                             | 成功         |
| ルナ・オービター2号                | 1966年11月10日19時51分 UTC 頃に軌道に入り、写真撮影による地図作成ミッションを開始。1967年10月11日に軌道離脱の噴射をして月の裏側に衝突、ミッション終了。 |                              |                |                                        |              |
| ルナ13号 (E-6M No.205)             | 1966年12月21日 | モルニヤM                    | ラヴォーチキン | ランダー                               | 成功         |
| ルナ13号 (E-6M No.205)             | 1966年12月24日18時01分 UTC に嵐の大洋に着陸成功。月面から画像を送信、月の土壌を調査。12月28日6時31分 UTC に電力が尽きるまで運用された。 |                              |                |                                        |              |
| ルナ・オービター3号                | 1967年2月5日 | アトラス SLV-3 アジェナD     | NASA           | オービター                             | 成功         |
| ルナ・オービター3号                | 1967年2月8日21時54分 UTC に軌道に入る。ミッション終了時に軌道を離脱、1967年10月9日に月面に衝突。 |                              |                |                                        |              |
| サーベイヤー3号                    | 1967年4月17日 | アトラス LV-3C セントールD   | NASA           | ランダー                               | 成功         |
| サーベイヤー3号                    | 1967年4月20日0時04分 UTC に着陸、5月3日まで運用。1969年にはアポロ12号の宇宙飛行士が訪れ、一部の部品を取り外して地球に持ち帰った。 |                              |                |                                        |              |
| ルナ・オービター4号                | 1967年5月4日 | アトラス SLV-3 アジェナD     | NASA           | オービター                             | 成功         |
| ルナ・オービター4号                | 1967年5月8日 UTC に軌道に入り、7月17日まで運用。その後、軌道を離れ、1967年10月6日に月面に衝突。 |                              |                |                                        |              |
| サーベイヤー4号                    | 1967年7月14日 | アトラス LV-3C セントールD   | NASA           | ランダー                               | 宇宙機の故障 |
| サーベイヤー4号                    | 着陸予定時刻の2分半前、7月17日2時3分 UTC に連絡が途絶えた。NASAは宇宙機が爆発したか、月面に衝突したと判断した。 |                              |                |                                        |              |
| エクスプローラー35号 (AIMP-E)      | 1967年7月19日 | デルタ E1                    | NASA           | オービター                             | 成功         |
| エクスプローラー35号 (AIMP-E)      | 月と惑星間空間を調査する磁気圏探査機。1973年6月27日に任を解かれた。1970年代の間に月面に衝突したと推定される。 |                              |                |                                        |              |
| ルナ・オービター5号                | 1967年8月1日 | アトラス SLV-3 アジェナD     | NASA           | オービター                             | 成功         |
| ルナ・オービター5号                | ルナ・オービター計画の最後のミッション。8月5日16時48分 UTC に月周回軌道に入り、8月18日まで写真撮影による調査を実施。1968年1月31日に軌道を離れ、月面に衝突。 |                              |                |                                        |              |
| サーベイヤー5号                    | 1967年9月8日 | アトラス SLV-3C セントールD  | NASA           | ランダー                               | 成功         |
| サーベイヤー5号                    | 9月11日0時46分44秒 UTC に静かの海に着陸。1967年12月17日4時30分 UTC に最後の信号を受信。 |                              |                |                                        |              |
| ゾンド1967A                        | 1967年9月27日 | プロトン-K/D                 | ラヴォーチキン | フライバイ                             | 打ち上げ失敗 |
| ゾンド1967A                        | 有人ミッション計画に向けての技術実証試験。一段目のエンジンの一つが点火されず、軌道に到達できず。 |                              |                |                                        |              |
| サーベイヤー6号                    | 1967年11月7日 | アトラス SLV-3C セントールD  | NASA           | ランダー                               | 成功         |
| サーベイヤー6号                    | 11月10日1時01分04秒 UTC に中央の入江に着陸。11月17日10時32分 UTC に月面から短い距離を飛行、2.4メートル (7 ft 10 in)移動した後、2度目の着陸。12月14日19時14分 UTC に最後の連絡。                                                                                                 |                              |                |                                        |              |
| ゾンド1967B                        | 1967年11月22日 | プロトン-K/D                 | ラヴォーチキン | フライバイ                             | 打ち上げ失敗 |
| ゾンド1967B                        | 有人ミッション計画に向けた技術実証試験。二段目エンジンの点火に失敗し、軌道投入できず。 |                              |                |                                        |              |
| サーベイヤー7号                    | 1968年1月7日 | アトラス SLV-3C セントールD  | NASA           | ランダー                               | 成功         |
| サーベイヤー7号                    | サーベイヤー計画最後のミッション。1月10日1時05分36秒 UTC、ティコ・クレーターから29キロメートル (18 mi)の地点に着陸。1968年2月21日まで運用。 |                              |                |                                        |              |
| ルナ1968A                          | 1968年2月7日 | モルニヤM                    | ラヴォーチキン | オービター                             | 打ち上げ失敗 |
| ルナ1968A                          | 三段目の燃料が尽きた後、軌道投入に失敗。 |                              |                |                                        |              |
| ルナ14号 (E-6LS No.113)            | 1968年4月7日 | モルニヤM                    | ラヴォーチキン | オービター                             | 成功         |
| ルナ14号 (E-6LS No.113)            | 有人ミッション構想に向けた通信テスト及び月の質量集中の調査。4月10日19時25分 UTC に軌道に入る。 |                              |                |                                        |              |
| ゾンド1968A                        | 1968年4月22日 | プロトン-K/D                 | ラヴォーチキン | フライバイ                             | 打ち上げ失敗 |
| ゾンド1968A                        | 有人ミッション計画に向けた技術実証試験。誤指令による二段目エンジンの停止後、軌道投入に失敗。打ち上げ脱出システムのプロトタイプを使って宇宙機は回収された。 |                              |                |                                        |              |
| ゾンド5号 (7K-L1 No.9L)            | 1968年9月14日 | プロトン-K/D                 | ラヴォーチキン | フライバイ、旋回                       | 成功         |
| ゾンド5号 (7K-L1 No.9L)            | 有人ミッション計画に向けた技術実証試験。2匹のリクガメのほか、様々な形態の生物を乗せた。9月18日に1,850キロメートル (1,150 mi)まで最接近、月を半周して地球に帰還。9月21日16時08分 UTC にインド洋に着水。初めて地球生命体が月に行って周回し、初めて回収に成功した月宇宙機となる 。 |                              |                |                                        |              |
| ゾンド6号 (7K-L1 No.12L)           | 1968年11月10日 | プロトン-K/D                 | ラヴォーチキン | フライバイ                             | 宇宙機の故障 |
| ゾンド6号 (7K-L1 No.12L)           | 有人ミッション計画に向けた技術実証試験。11月14日に2,420キロメートル (1,500 mi)まで最接近、フライバイを実施。11月17日に地球の大気圏に再突入するも、パラシュートをうまく扱えず、回収に失敗。                                                                                      |                              |                |                                        |              |
| アポロ8号                          | 1968年12月21日 | サターンV                    | NASA           | 有人オービター                         | 成功         |
| アポロ8号                          | 初の有人月ミッション。12月24日9時59分52秒 UTC から4分間エンジンを噴射、月周回軌道に入る。月を10周した後、12月25日6時10分16秒 UTC にエンジンを噴射し、地球に帰還。12月27日15時51分 UTC に太平洋に着水。                                                                          |                              |                |                                        |              |
| ゾンド1969A                        | 1969年1月20日 | プロトン-K/D                 | ラヴォーチキン | フライバイ                             | 打ち上げ失敗 |
| ゾンド1969A                        | 有人ミッション計画に向けた技術実証試験。4基ある二段目エンジンの一つが時期尚早に停止、軌道投入に失敗。三段目エンジンも時期尚早に停止。打ち上げ脱出システムを使って宇宙機は回収された。                                                                                           |                              |                |                                        |              |
| ルナ1969A                          | 1969年2月19日 | プロトン-K/D                 | ラヴォーチキン | ランダー/ローバー                      | 打ち上げ失敗 |
| ルナ1969A                          | 初のルノホート探査車の打ち上げ。打ち上げ51秒後に打ち上げ機が空中分解して爆発。 |                              |                |                                        |              |
| ゾンドL1S-1                        | 1969年2月21日 | N-1                          | OKB-1          | オービター                             | 打ち上げ失敗 |
| ゾンドL1S-1                        | 初のN-1ロケットの打ち上げ。月を周回して地球に帰還するはずだった。打ち上げ70秒後に一段目が時期尚早に停止。発射場から50キロメートル (31 mi)の辺りに打ち上げ機が墜落。打ち上げ脱出システムを使って、発射台から35キロメートル (22 mi)の辺りに宇宙機が着陸。                         |                              |                |                                        |              |
| アポロ10号                         | 1969年5月18日 | サターンV                    | NASA           | 有人オービター                         | 成功         |
| アポロ10号                         | アポロ11号に向けた最終リハーサル。 |                              |                |                                        |              |
| ルナ1969C                          | 1969年6月14日 | プロトン-K/D                 | ラヴォーチキン | サンプルリターン                       | 打ち上げ失敗 |
| ルナ1969C                          | 月面に着陸して月の土壌試料を持ち帰るはずだった。四段目の点火に失敗し、地球周回軌道に到達できず。 |                              |                |                                        |              |
| ゾンドL1S-2                        | 1969年7月3日 | N-1                          | OKB-1          | オービター                             | 打ち上げ失敗 |
| ゾンドL1S-2                        | 月を周回して地球に帰還するはずだった。打ち上げ10秒後に一段目のすべてのエンジンが停止。打ち上げ機が発射台に墜落して爆発。打ち上げ脱出システムを使って、宇宙機は発射場から2キロメートル (1.2 mi)の辺りに安全に着陸。                                                              |                              |                |                                        |              |
| ルナ15号 (E-8-5 No.401)            | 1969年7月13日 | プロトン-K/D                 | ラヴォーチキン | サンプルリターン                       | 宇宙機の故障 |
| ルナ15号 (E-8-5 No.401)            | 7月17日10時00分 UTC に月周回軌道に到達。7月21日15時47分 UTC に降下のためのロケット逆噴射を開始。軌道離脱の噴射の3分後に連絡が途絶え、月面に墜落したと推定される。 |                              |                |                                        |              |
| アポロ11号                         | 1969年7月16日 | サターンV                    | NASA           | 有人オービター/ランダー                | 成功         |
| アポロ11号                         | 史上初の有人月面着陸。1969年7月20日20時17分 UTC に着陸船イーグル号が月に着陸。 |                              |                |                                        |              |
| ゾンド7号 (7K-L1 No.11L)           | 1969年8月7日 | プロトン-K/D                 | ラヴォーチキン | フライバイ                             | 成功         |
| ゾンド7号 (7K-L1 No.11L)           | 有人ミッション計画に向けた技術実証試験。8月10日に1,200キロメートル (750 mi)まで最接近、月フライバイ。地球に帰還し、8月14日18時13分 UTC にカザフスタンに着陸。 |                              |                |                                        |              |
| コスモス300号 (E-8-5 No.403)       | 1969年9月23日 | プロトン-K/D                 | ラヴォーチキン | サンプルリターン                       | 打ち上げ失敗 |
| コスモス300号 (E-8-5 No.403)       | 3度目の月試料採取の試み。酸化剤漏れのため、地球低軌道に到達後、月遷移投入に向けての四段目エンジンの噴射に失敗。打ち上げからおよそ4日後に、宇宙機は地球の大気圏に再突入。 |                              |                |                                        |              |
| コスモス305号 (E-8-5 No.404)       | 1969年10月22日 | プロトン-K/D                 | ラヴォーチキン | サンプルリターン                       | 打ち上げ失敗 |
| コスモス305号 (E-8-5 No.404)       | 4度目の月試料採取の試み。制御系統の不具合のため、地球低軌道に到達後、月遷移投入に向けての四段目エンジンの噴射に失敗。宇宙機は打ち上げ後一周以内に地球の大気圏に再突入。 |                              |                |                                        |              |
| アポロ12号                         | 1969年11月14日 | サターンV                    | NASA           | 有人オービター/ランダー                | 成功         |
| アポロ12号                         | |                              |                |                                        |              |
| ルナ1970A                          | 1970年2月6日 | プロトン-K/D                 | ラヴォーチキン | サンプルリターン                       | 打ち上げ失敗 |
| ルナ1970A                          | 軌道投入に失敗。 |                              |                |                                        |              |
| アポロ13号                         | 1970年4月11日 | サターンV                    | NASA           | 有人オービター/ランダー                | 宇宙機の故障 |
| アポロ13号                         | 酸素タンク爆発のため、ミッションを中止し、月周回軌道に乗らずに月を通過して地球に帰還。 |                              |                |                                        |              |
| ルナ16号 (E-8-5 No.406)            | 1970年9月12日 | プロトン-K/D                 | ラヴォーチキン | サンプルリターン                       | 成功         |
| ルナ16号 (E-8-5 No.406)            | |                              |                |                                        |              |
| ゾンド8号 (7K-L1 No.14L)           | 1970年10月20日 | プロトン-K/D                 | ラヴォーチキン | フライバイ                             | 成功         |
| ゾンド8号 (7K-L1 No.14L)           | 有人ミッション計画に向けた技術実証試験。無事、地球に帰還。 |                              |                |                                        |              |
| ルナ17号 (E-8 No.203)              | 1970年11月10日 | プロトン-K/D                 | ラヴォーチキン | ランダー/ローバー                      | 成功         |
| ルナ17号 (E-8 No.203)              | ルノホート1号を展開。 |                              |                |                                        |              |
| アポロ14号                         | 1971年1月31日 | サターンV                    | NASA           | 有人オービター/ランダー                | 成功         |
| アポロ14号                         | |                              |                |                                        |              |
| アポロ15号                         | 1971年7月26日 | サターンV                    | NASA           | 有人オービター/ランダー/ローバー       | 成功         |
| アポロ15号                         | |                              |                |                                        |              |
| PFS-1                              | 1971年7月26日 | サターンV                    | NASA           | オービター                             | 成功         |
| PFS-1                              | アポロ15号から展開。 |                              |                |                                        |              |
| ルナ18号 (E-8-5 No.407)            | 1971年9月2日 | プロトン-K/D                 | ラヴォーチキン | サンプルリターン                       | 宇宙機の故障 |
| ルナ18号 (E-8-5 No.407)            | 月面への降下中に通信が途絶え、ミッション失敗。 |                              |                |                                        |              |
| ルナ19号 (E-8LS No.202)            | 1971年9月28日 | プロトン-K/D                 | ラヴォーチキン | オービター                             | 成功         |
| ルナ19号 (E-8LS No.202)            | |                              |                |                                        |              |
| ルナ20号 (E-8-5 No.408)            | 1972年2月14日 | プロトン-K/D                 | ラヴォーチキン | サンプルリターン                       | 成功         |
| ルナ20号 (E-8-5 No.408)            | |                              |                |                                        |              |
| アポロ16号                         | 1972年4月16日 | サターンV                    | NASA           | 有人オービター/ランダー/ローバー       | 成功         |
| アポロ16号                         | |                              |                |                                        |              |
| PFS-2                              | 1972年4月16日 | サターンV                    | NASA           | オービター                             | 成功         |
| PFS-2                              | アポロ16号から展開。 |                              |                |                                        |              |
| ソユーズ 7K-LOK No.1               | 1972年7月3日 | N-1                          | OKB-1          | オービター                             | 打ち上げ失敗 |
| ソユーズ 7K-LOK No.1               | 軌道投入に失敗。月を周回して地球に帰還するはずだった。 |                              |                |                                        |              |
| アポロ17号                         | 1972年12月7日 | サターンV                    | NASA           | 有人オービター/ランダー/ローバー       | 成功         |
| アポロ17号                         | 最後の有人月面着陸。 |                              |                |                                        |              |
| ルナ21号 (E-8 No.204)              | 1973年1月8日 | プロトン-K/D                 | ラヴォーチキン | ランダー/ローバー                      | 成功         |
| ルナ21号 (E-8 No.204)              | ルノホート2号を展開。 |                              |                |                                        |              |
| エクスプローラー49号 (RAE-B)       | 1973年6月10日 | デルタ1913                   | NASA           | オービター                             | 成功         |
| エクスプローラー49号 (RAE-B)       | 電波天文衛星。地球の電波発生源からの干渉を避けるため、月周回軌道上で運用。 |                              |                |                                        |              |
| マリナー10号 (RAE-B)               | 1973年11月3日 | デルタ1913                   | NASA           | フライバイ                             | 成功         |
| マリナー10号 (RAE-B)               | 惑星間探査機。カメラのテストのため、月の北極の地図を作成。 |                              |                |                                        |              |
| ルナ22号 (E-8LS No.206)            | 1974年5月29日 | プロトン-K/D                 | ラヴォーチキン | オービター                             | 成功         |
| ルナ22号 (E-8LS No.206)            | |                              |                |                                        |              |
| ルナ23号 (E-8-5M No.410)           | 1974年10月28日 | プロトン-K/D                 | ラヴォーチキン | サンプルリターン                       | 宇宙機の故障 |
| ルナ23号 (E-8-5M No.410)           | 着陸時にひっくり返った。 |                              |                |                                        |              |
| ルナ1975A                          | 1975年10月16日 | プロトン-K/D                 | ラヴォーチキン | サンプルリターン                       | 打ち上げ失敗 |
| ルナ1975A                          | 軌道投入に失敗。 |                              |                |                                        |              |
| ルナ24号 (E-8-5M No.413)           | 1976年8月9日 | プロトン-K/D                 | ラヴォーチキン | サンプルリターン                       | 成功         |
| ルナ24号 (E-8-5M No.413)           | ルナ計画最後のミッション。1976年8月11日に軌道に入り、8月18日16時36分 UTC に危難の海に着陸。試料カプセルは8月19日5時25分 UTC に発射、96+1⁄2時間後に回収。170.1グラム (6.00 oz)の月のレゴリスを持ち帰った。                                                                       |                              |                |                                        |              |
| ISEE-3 (ICE/Explorer 59)           | 1978年8月12日 | デルタ2914                   | NASA           | 重力アシスト                           | 成功         |
| ISEE-3 (ICE/Explorer 59)           | ジャコビニ・ツィナー彗星へ向かう途中、1982年から1983年にかけて計5回のフライバイを実施。 |                              |                |                                        |              |
| ひてん (MUSES-A)                   | 1990年1月24日 | M-3SII                       | ISAS           | フライバイ/オービター                  | 成功         |
| ひてん (MUSES-A)                   | フライバイ用に設計されたが、はごろもミッション完了後、追加ミッションとして月周回軌道上に置かれた。 |                              |                |                                        |              |
| はごろも                           | 1990年1月24日 | M-3SII                       | ISAS           | オービター                             | 宇宙機の故障 |
| はごろも                           | ひてんから展開。通信に失敗。月周回軌道に乗るも、データを受信できず。 |                              |                |                                        |              |
| GEOTAIL                            | 1992年7月24日 | デルタ II 6925               | ISAS/NASA      | 重力アシスト                           | 成功         |
| GEOTAIL                            | 地球高軌道の調整のため、一連のフライバイを実施。 |                              |                |                                        |              |
| WIND                               | 1994年11月1日 | デルタ II 7925-10            | NASA           | 重力アシスト                           | 成功         |
| WIND                               | 1994年12月1日と同27日に合わせて2回のフライバイを実施、地球-太陽間のラグランジュ点 L1に到達。 |                              |                |                                        |              |
| クレメンタイン (DSPSE)             | 1994年1月25日 | タイタン II (23)G スター37FM | USAF/NASA      | オービター                             | 成功         |
| クレメンタイン (DSPSE)             | 月探査目的を完遂。月周回軌道からの離脱には失敗。 |                              |                |                                        |              |
| HGS-1                              | 1997年12月24日 | プロトン-K/DM3               | ヒューズ社     | 重力アシスト                           | N/A          |
| HGS-1                              | 通信衛星。誤った軌道に届けられた後、対地同期軌道に向かう途中、1998年5月と6月に2回のフライバイを実施。 |                              |                |                                        |              |
| ルナ・プロスペクター (Discovery 3) | 1998年1月7日 | アテナ II                    | NASA           | オービター                             | 成功         |
| ルナ・プロスペクター (Discovery 3) | |                              |                |                                        |              |
| のぞみ (PLANET-B)                  | 1998年7月3日 | M-V                          | ISAS           | 重力アシスト                           | 宇宙機の故障 |
| のぞみ (PLANET-B)                  | 火星に向かう途中、2回のフライバイを実施。 |                              |                |                                        |              |
| WMAP                               | 2001年6月30日 | デルタ II 7425-10            | NASA           | 重力アシスト                           | 成功         |
| WMAP                               | 2001年7月30日にフライバイ、地球-太陽間のラグランジュ点 L2に到達。 |                              |                |                                        |              |
| SMART-1                            | 2003年9月27日 | アリアン5G                   | ESA            | オービター                             | 成功         |
| SMART-1                            | 2006年9月3日にミッション終了、USGS月面図幅のLQ26に衝突。 |                              |                |                                        |              |
| STEREO A                           | 2006年10月25日 | デルタ II 7925-10L           | NASA           | 重力アシスト                           | 成功         |
| STEREO A                           | 太陽周回軌道に入るため、2006年12月15日にフライバイ。 |                              |                |                                        |              |
| STEREO B                           | 2006年10月25日 | デルタ II 7925-10L           | NASA           | 重力アシスト                           | 成功         |
| STEREO B                           | 太陽周回軌道に入るため、2006年12月15日と2017年1月21日の2回、フライバイを実施。 |                              |                |                                        |              |
| ARTEMIS P1                         | 2007年2月17日 | デルタ II 7925               | NASA           | オービター                             | 運用中       |
| ARTEMIS P1                         | 追加ミッションとして、THEMISが月周回軌道に移動された。2011年7月に軌道に乗った。 |                              |                |                                        |              |
| ARTEMIS P2                         | 2007年2月17日 | デルタ II 7925               | NASA           | オービター                             | 運用中       |
| ARTEMIS P2                         | 追加ミッションとして、THEMISが月周回軌道に移動された。2011年7月に軌道に乗った。 |                              |                |                                        |              |
| かぐや (SELENE)                    | 2007年9月14日 | H-IIA 2022                   | JAXA           | オービター                             | 成功         |
| かぐや (SELENE)                    | 2009年6月10日にミッション終了、USGS月面図幅のLQ30に衝突。 |                              |                |                                        |              |
| おきな (RSAT)                      | 2007年9月14日 | H-IIA 2022                   | JAXA           | オービター                             | 成功         |
| おきな (RSAT)                      | かぐやから展開。ミッション終了後は軌道を離れ、2009年2月12日にUSGS月面図幅のLQ08に衝突。 |                              |                |                                        |              |
| おうな (VRAD)                      | 2007年9月14日 | H-IIA 2022                   | JAXA           | オービター                             | 成功         |
| おうな (VRAD)                      | かぐやから展開。2009年6月29日に運用終了したが、月周回軌道上に留まる。 |                              |                |                                        |              |
| 嫦娥1号                            | 2007年10月24日 | 長征3号A                     | CNSA           | オービター                             | 成功         |
| 嫦娥1号                            | 2009年3月1日にミッション終了、USGS月面図幅のLQ21に衝突。 |                              |                |                                        |              |
| チャンドラヤーン1号                | 2008年10月21日 | PSLV-XL                      | ISRO           | オービター                             | ほぼ成功     |
| チャンドラヤーン1号                | 2009年のミッション終了後も月周回軌道上に留まる。月面に水の存在を発見。 |                              |                |                                        |              |
| 月面衝突プローブ                   | 2008年10月21日 | PSLV-XL                      | ISRO           | インパクター                           | 成功         |
| 月面衝突プローブ                   | チャンドラヤーン1号から展開。2008年11月14日にUSGS月面図幅のLQ30に衝突。 |                              |                |                                        |              |
| LRO                                | 2009年6月18日 | アトラス V 401               | NASA           | オービター                             | 運用中       |
| LRO                                | |                              |                |                                        |              |
| LCROSS                             | 2009年6月18日 | アトラス V 401               | NASA           | インパクター                           | 成功         |
| LCROSS                             | LROを打ち上げたセントール・ロケット上段の衝突を観測。USGS月面図幅のLQ30に衝突。 |                              |                |                                        |              |
| 嫦娥2号                            | 2010年10月1日 | 長征3号C                     | CNSA           | オービター                             | 成功         |
| 嫦娥2号                            | 6か月の月ミッションの完了を受けて、月周回軌道を離れ、地球-太陽間のラグランジュ点 L2に向かった。続いて小惑星トータティスの近くを飛行した。 |                              |                |                                        |              |
| Ebb (GRAIL-A)                      | 2011年9月10日 | デルタ II 7920H              | NASA           | オービター                             | 成功         |
| Ebb (GRAIL-A)                      | GRAILの一環で、ミッション終了時、2012年12月17日にUSGS月面図幅のLQ01に衝突。 |                              |                |                                        |              |
| Flow (GRAIL-B)                     | 2011年9月10日 | デルタ II 7920H              | NASA           | オービター                             | 成功         |
| Flow (GRAIL-B)                     | GRAILの一環で、ミッション終了時、2012年12月17日にUSGS月面図幅のLQ01に衝突。 |                              |                |                                        |              |
| LADEE                              | 2013年9月7日 | ミノタウロスV                | NASA           | オービター                             | 成功         |
| LADEE                              | 2014年4月18日にミッション終了、故意に月の裏側に制御墜落。 |                              |                |                                        |              |
| 嫦娥3号                            | 2013年12月1日 | 長征3号B                     | CNSA           | ランダー                               | 運用中       |
| 嫦娥3号                            | 2013年12月6日に軌道に入り、12月14日13時12分 UTC に着陸。 |                              |                |                                        |              |
| 玉兔                               | 2013年12月1日 | 長征3号B                     | CNSA           | ローバー                               | ほぼ成功     |
| 玉兔                               | 嫦娥3号着陸機から展開され、月面に着陸。 |                              |                |                                        |              |
| 嫦娥5号T1                          | 2014年10月23日 | 長征3号C                     | CNSA           | フライバイ                             | 運用中       |
| 嫦娥5号T1                          | 嫦娥5号試料採取ミッション用の再突入カプセルの実証試験。 |                              |                |                                        |              |
| 4M                                 | 2014年10月23日 | 長征3号C                     | LuxSpace社     | フライバイ                             | 成功         |
| 4M                                 | 嫦娥5号T1の打ち上げに使用された長征3号Cの三段目に搭載。 |                              |                |                                        |              |
| TESS                               | 2018年4月18日 | ファルコン9フル・スラスト    | NASA           | 重力アシスト                           | 成功         |
| TESS                               | 指定された地球高軌道に乗るため、2018年5月17日にフライバイ。 |                              |                |                                        |              |
| 鵲橋                               | 2018年5月21日 | 長征4号C                     | CNSA           | 重力アシスト/L2軌道                    | 運用中       |
| 鵲橋                               | リレー衛星。2018年12月に月の裏側に送られる嫦娥4号の通信の下準備として、7月14日に地球–月系のL2指定軌道に投入。 |                              |                |                                        |              |
| 竜江1号                            | 2018年5月21日 | 長征4号C                     | CNSA           | オービター                             | 宇宙機の故障 |
| 竜江1号                            | 鵲橋と竜江2号と同じロケットで打ち上げられたが、月周回軌道に乗れず。 |                              |                |                                        |              |
| 竜江2号                            | 2018年5月21日 | 長征4号C                     | CNSA           | オービター                             | 運用中       |
| 竜江2号                            | 鵲橋と竜江1号と同じロケットで打ち上げられた。 |                              |                |                                        |              |
| 嫦娥4号                            | 2018年12月7日 | 長征3号B                     | CNSA           | ランダー/ローバー                      | 運用中       |
| 嫦娥4号                            | 2019年1月3日に月面に着陸し、探査車玉兔2号を展開した。月の裏側の大きな盆地を探査する。 |                              |                |                                        |              |
| ベレシート                         | 2019年2月21日 | ファルコン9                  | スペースIL     | ランダー                               | 部分的失敗   |
| ベレシート                         | 民間着陸機の技術実証実験。局所磁気測定。予定された軟着陸には失敗。 |                              |                |                                        |              |
| チャンドラヤーン2号                | 2019年7月22日 | GSLV-III                     | ISRO           | オービター・ランダー・ローバー         | 運用中       |
| チャンドラヤーン2号                | 着陸ミッションは通信途絶により失敗。 |                              |                |                                        |              |
| 嫦娥5号                            | 2020年11月24日 | 長征5号                      | CNSA           | オービター・ランダー・サンプルリターン | 成功         |
| 嫦娥5号                            | 月面に軟着陸の後、サンプルリターンに成功。 |                              |                |                                        |              |

## 将来のミッション
様々な将来の月探査ミッションが、各国・各機関・各社により計画または提案されている。

### 資金調達済みで開発中のミッション

#### 無人
| 国             | 運用者                             | 名称                | 打ち上げ予定       | 打ち上げ機                 | ミッション内容                                                                                                |
| -------------- | ---------------------------------- | ------------------- | ------------------ | -------------------------- | --- |
| アメリカ合衆国 | Moon Express社                     | ルナ・スカウト      | 2020年6月以降      | エレクトロン               | 民間着陸機の技術実証実験。着陸機は国際月面天文台 (International Lunar Observatory) （天体望遠鏡）を搭載する。 |
| アメリカ合衆国 | NASA、ESA、CubeSatパートナー       | アルテミス1         | 2022年3月          | SLS ブロック1              | 主ミッション：オリオン宇宙船の月近傍無人飛行試験。副ミッション：13基のCubeSat（小型衛星）の展開。             |
| ロシア         | ロスコスモス                       | ルナ25号            | 2023年8月          | ソユーズ2.1b / フレガートM | 天然資源の探査（ルナグローブ計画の一環）                                                                      |
| 韓国           | KARI                               | タヌリ              | 2022年8月          | ファルコン9                | オービター（技術実証実験機）                                                                                  |
| 日本           | JAXA                               | SLIM                | 2022年             | H-IIA 202                  | 高精度着陸、探査車                                                                                            |
| アメリカ合衆国 | アストロボティック・テクノロジー社 | ペレグリン          | 2022年             | アトラス V                 | 着陸機「ペレグリン」と少なくとも3台の探査車 (Andy, HAKUTO, Unity) を派遣。                                    |
| インド         | ISRO                               | チャンドラヤーン3号 | 2023年半ば         | GSLV-III                   | 2号で失敗した軟着陸とローバーの再挑戦。                                                                       |
| 中国           | CNSA                               | 嫦娥6号             | 2023年または2024年 | 長征5号                    | 月の南極からのサンプルリターン                                                                                |
| ロシア         | ロスコスモス                       | ルナ26号            | 2024年             | ソユーズ2                  | オービター（ルナグローブ計画の一環）                                                                          |
| 日本           | JAXA                               | DESTINY+            | 2024年（目標）     | イプシロン                 | 小惑星ファエトンへ向かう途上で月フライバイ                                                                    |
| ロシア         | ロスコスモス                       | ルナ27号            | 2025年8月          | ソユーズ                   | 着陸機（ルナグローブ計画の一環）                                                                              |
| ドイツ         | PTScientists社                     | ALINA               | 未定。             | ファルコン9                | 民間の着陸機と探査車の技術実証実験。                                                                          |

#### 有人
| 国             | 機関・会社   | 名称               | 打ち上げ予定 | 打ち上げ機     | ミッション内容 |
| -------------- | ------------ | ------------------ | ------------ | -------------- | --- |
| アメリカ合衆国 | NASA         | アルテミス2        | 2022年6月    | SLS ブロック1  | 月を周回する自由帰還軌道上でのオリオン宇宙船の有人飛行試験。 |
| アメリカ合衆国 | NASA         | アルテミス3        | 2024年       | SLS ブロック1B | 月軌道プラットフォームゲートウェイ (LOP-G) の European System Providing Refuelling, Infrastructure and Telecommunications (ESPRIT)、U.S. Utilization Module、 及びエアロックを運送。 |
| ロシア         | ロスコスモス | フィディラーツィヤ | 2025年       | ソユーズ5      | 有人月周回飛行 |

### 提案されたが資金調達が不透明なミッション

#### 無人
以下の無人宇宙探査機ミッションが提案されている。
| 国                     | 名称                                   | 打ち上げ予定（提案）                                                        | ミッション内容                                                                                   |
| ---------------------- | -------------------------------------- | --------------------------------------------------------------------------- | ------------------------------------------------------------------------------------------------ |
| 民間                   | Synergy Moon                           | 2019年                                                                      | 探査車を派遣。                                                                                   |
| 民間                   | TeamIndus                              | 2019年                                                                      | 探査車を派遣。                                                                                   |
| 民間                   | Nova-C                                 | 2022年                                                                      | 商業月着陸機。                                                                                   |
| 中国                   | 嫦娥7号                                | 2023年                                                                      | 南極着陸機。                                                                                     |
| ロシア                 | ルナ28号、ルナ29号、ルナ30号、ルナ31号 | 2027年 (28号)以降                                                           | 将来の月面基地に必要とされる水やその他の天然資源の試掘に向けた技術開発。ルナグローブ計画の一環。 |
| 中国                   | 嫦娥8号                                | 2026年                                                                      | 南極着陸機。                                                                                     |
| 朝鮮民主主義人民共和国 | 月ミッション                           | 2026年                                                                      |                                                                                                  |
| アメリカ合衆国         | MoonRise                               | 2020年代後半にニュー・フロンティア計画のコンペ (NF5) に参加する可能性あり。 | 南極エイトケン盆地からのサンプルリターン。                                                       |
| アメリカ合衆国         | BOLAS                                  | 未定                                                                        | テザーで繋がれた2機のCubeSatを月超低軌道に乗せる。                                               |
| 韓国                   | 韓国無人月着陸機                       | 2031年代                                                                    | 無人月着陸、探査車                                                                               |

#### 有人
| 国     | 名称         | 打ち上げ予定（提案） | ミッション内容（提案） |
| ------ | ------------ | -------------------- | ---------------------- |
| ロシア | ルナグローブ | 2030年代             | 有人月周回船。         |
| ロシア | ルナグローブ | 2030年代             | 有人月着陸。           |
| 日本   | 月探査計画   | 2030年代             | 有人月着陸。           |
| 中国   | 嫦娥計画     | 2030年代             | 有人月着陸。           |

### 中止または無期限延期されたミッション
| 国                                 | 名称                     | 打ち上げ期日 | 備考 |
| ---------------------------------- | ------------------------ | ------------ | --- |
| 日本                               | LUNAR-A                  | 2004年       | ロシアのルナグローブ 1ミッションに統合。 |
| ドイツ                             | LEO                      | 2012年       | 予算の制約により、無期限延期。 |
| イギリス                           | MoonLITE                 | 2014年       | オービター |
| アメリカ合衆国                     | コンステレーション計画   | 2020年       | オバマ政権がミッション中止を発表、労力はオリオン宇宙船に注がれることとなる。                                                                         |
| 欧州連合                           | ルナ・ランダー           | 2018年       | 2012年に中止。 |
| スペース・アドベンチャーズ（民間） | DSEアルファ              | 2018年       | ソユーズを利用して月を周回飛行する初の宇宙旅行ミッション。スペース・アドベンチャーズ社が2005年に提案。                                               |
| （民間）                           | ルナ・ミッション・ワン   | 2024年       | 着陸機。クラウドソーシングで得た資金の税に関係する問題のため、中止された。                                                                           |
| アメリカ合衆国                     | リソース・プロスペクター | 2020年代     | 現地資源有効利用実証実験用の探査車で、2018年に中止されたが、その科学観測機器はCLPSの一環として将来の商業着陸機に乗せて飛行する可能性が残されている。 |
| （民間）                           | dearMoon                 | 2023年       | 宇宙旅行及び芸術プロジェクト、スターシップ宇宙船の自由帰還軌道飛行及び地球大気圏への再突入の技術実証。2024年6月に中止された。                        |